# Random Records
Random Records es una compañía discográfica argentina creada en 1989.
Distribuye sus propias producciones, además de licencias de compañías locales y extranjeras, las que edita a través de sus etiquetas Random Records, Random Rocks! -especializada en Heavy metal- y Sudaca -dedicada al repertorio latino-, es distribuidor de música brasilera fuera del Brasil, representando y distribuyendo a más de 15 compañías de ese país.
Su director, Victor Ponieman, es miembro de la Comisión Directiva de la CAPIF y presidente de la UDI (Unión de las discográficas independientes).